# レディファントム
『レディファントム』は、1991年11月29日に日本テレネットから発売されたPCエンジンSUPER CD-ROM2用の戦略シミュレーションゲーム。

## 概要
“ファントム・メディア”と呼ばれる人型兵器に乗って戦うウォーSLG。製作は当時『夢幻戦士ヴァリス』シリーズを送り出していた日本テレネット。ヘックスによって構成される戦場マップをユニット単位で動かすシステムは『大戦略』や『ネクタリス』など従来のターン制SLGと同じだが、ターン制バトルのもつ煩わしさをなくすため、行動力の高いキャラほど有利に動くフリーシークエンス・システムや、装備の付け替え、機体の向き、移動と行動を個別に行う（近寄ってから撃つ／撃ってから移動する）2回行動制、業界初の射界・照準線処理による射程制限（障害物の陰に攻撃が届かない）など、新しいシステムを多数考案、導入している。
全9シナリオ。また、最終シナリオのみ、ジェニファーやスパーンの生死によってエンディングが多少変化する。

## 設定

### ストーリー
ヴァド帝国との恒星間戦争を終えたソローン惑星連合は、新兵器開発計画『プロジェクト・セイレーン』の一環として、中立地帯となり果てたガルドーバ宙域へレディファントム隊を送り込んだ。

### 用語
プロジェクト・セイレーン
人体から霊魂を引き離し、機械の身体（ファントム・メディア）に固定する計画。ただし、幽体離脱ができるのは、霊波長と霊波力が一定の数値に達した者のみに限られる。

## 登場人物
ジェニファー・シルキス
声：本多知恵子
本作の主人公。レディファントム隊のリーダー。様々なレーダーが装備されたファントム・メディアに登場する。
ドーラ・ランゲンカンプ
声：三田ゆう子
レディファントム隊の攻撃要員。荒っぽい性格をしている。
ラミア・オニール
声：皆口裕子
レディファントム隊の狙撃要員。謎めいた雰囲気を漂わせており、一人でいることを好む。
シンディ・マツナガ
声：冬馬由美
レディファントム隊の一員で、分隊の支援を主としている。
エレーヌ・マイヤー
声：鳥海喜美子
レディファントム隊の一員。部隊の中でも最年少で、幼い性格をしている。
キャプテン・スパーン
声：中田和宏
本名はクリストファー・シルキス。ジェニファーの父親。
レーザス・コマンド隊長
声：玄田哲章
リトルジョン
声：玄田哲章
ビッグジョン
声：玄田哲章
ソフィア
声：関根明子
イレーテ・シルキス
声：関根明子
ジェニファーの母親。キャプテン・スパーンの妻。
ヨーク提督
声：茶風林
デナーイ隊 通信士
声：茶風林
エリオッチ
声：銀河万丈
マキュラス
声：龍田直樹
デナーイ提督
声：龍田直樹

## スタッフ
- ビジュアルパート
  - 原作：三橋幸雄
  - 脚本：三橋幸雄
  - 絵コンテ：後藤正行
  - 原画：後藤正行
  - デザインディレクト：小林賢次
  - デザインワーク：大塚康之、山崎裕康、小泉和弘、大印建生、アキヤコウイチ、迫田充人
  - プログラム：清水昭博、木村こう姫
- ゲームパート
  - ゲーム・デザイン：三橋幸雄
  - デザインアシスト：けろよん、高橋孝行
  - サポート：らら千代
  - メカデザイン：後藤正行、山崎裕康、小泉和弘、高橋孝行
  - SPRワーク：大塚康之
  - BVディレクト：小林賢次
  - BVワーク：小泉和弘、山崎裕康、迫田充人
  - BGワーク：（有）クリック
  - プログラム：川出陽一
- 音楽：わかめ、さけ、村上慎吾、大坪弘人
- 宣伝広報：斎藤方志、大学麻子、AKO、MAKO、大沢誠史、清水智子
- マーケティング：五島賢次、大網新吾、松本秀明、松沢哲次、小松一
- マニュアル：IKE2、木村茂、天野哲也
- 協力：スタジオタバック、㈱ヴァンクル
- ディレクター：中村光雄
- プロデューサー：羽成正己
- スペシャル・サンクス：ハドソン、NEC-HE、福島和行
- 制作：レーザーソフト
- 販売：（株）日本テレネット

## 評価
ゲーム誌『ファミコン通信』の「クロスレビュー」では合計24点（満40点）、『月刊PCエンジン』では90・95・80・90・85の平均88点（満100点）、『マル勝PCエンジン』では8・8・7・8の合計31点（満40点）、『PC Engine FAN』の読者投票による「ゲーム通信簿」での評価は以下の通りとなっており、23.00点（満30点）となっている。また、この得点はPCエンジン全ソフトの中で91位（485本中、1993年時点）となっている。
| 項目 | キャラクタ | 音楽 | 操作性 | 熱中度 | お買得度 | オリジナリティ | 総合  |
| 得点 | 4.28       | 4.00 | 3.88   | 3.76   | 3.44     | 3.64           | 23.00 |